# Parkesine

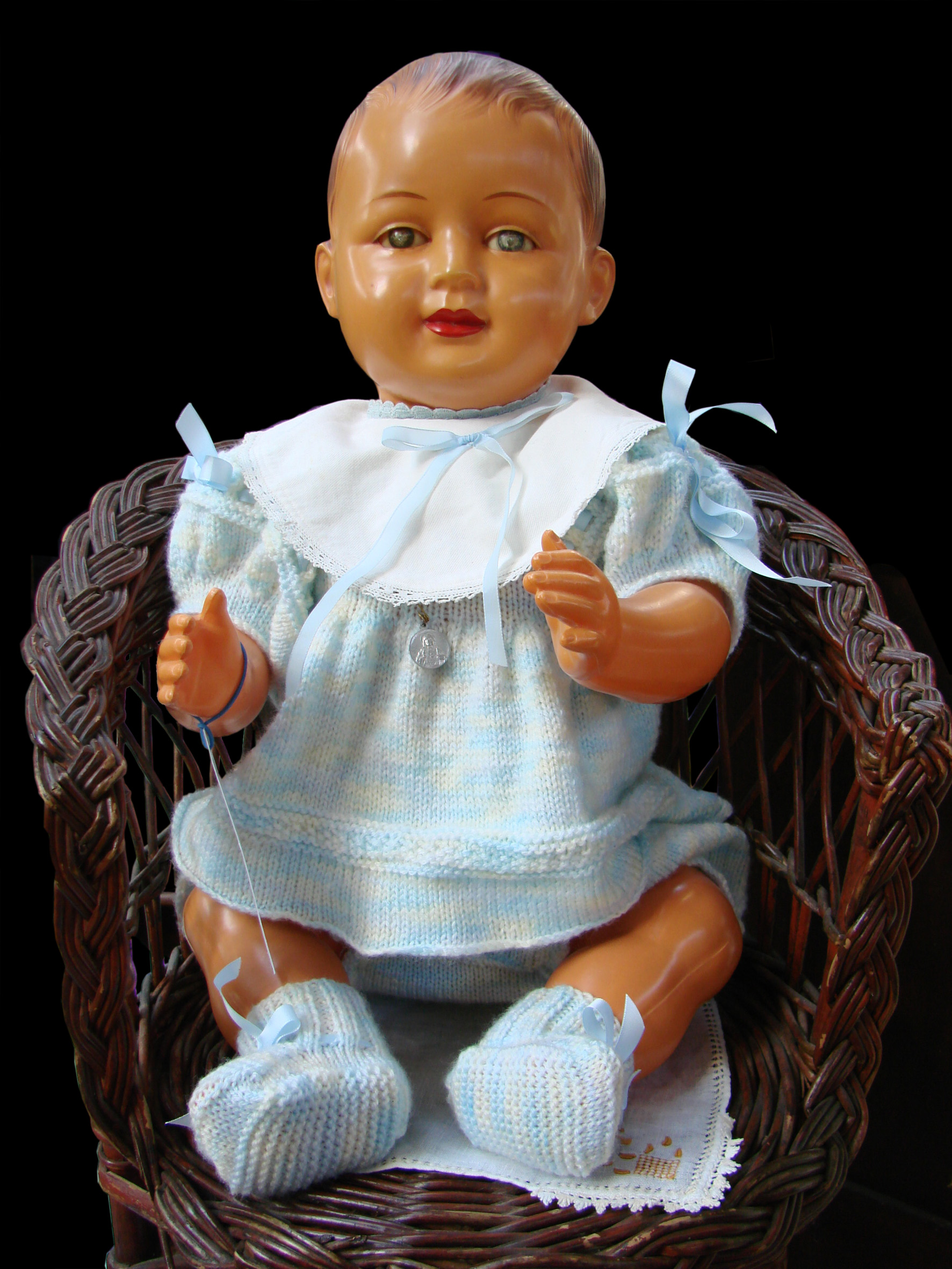
Baigneur en parkésine.

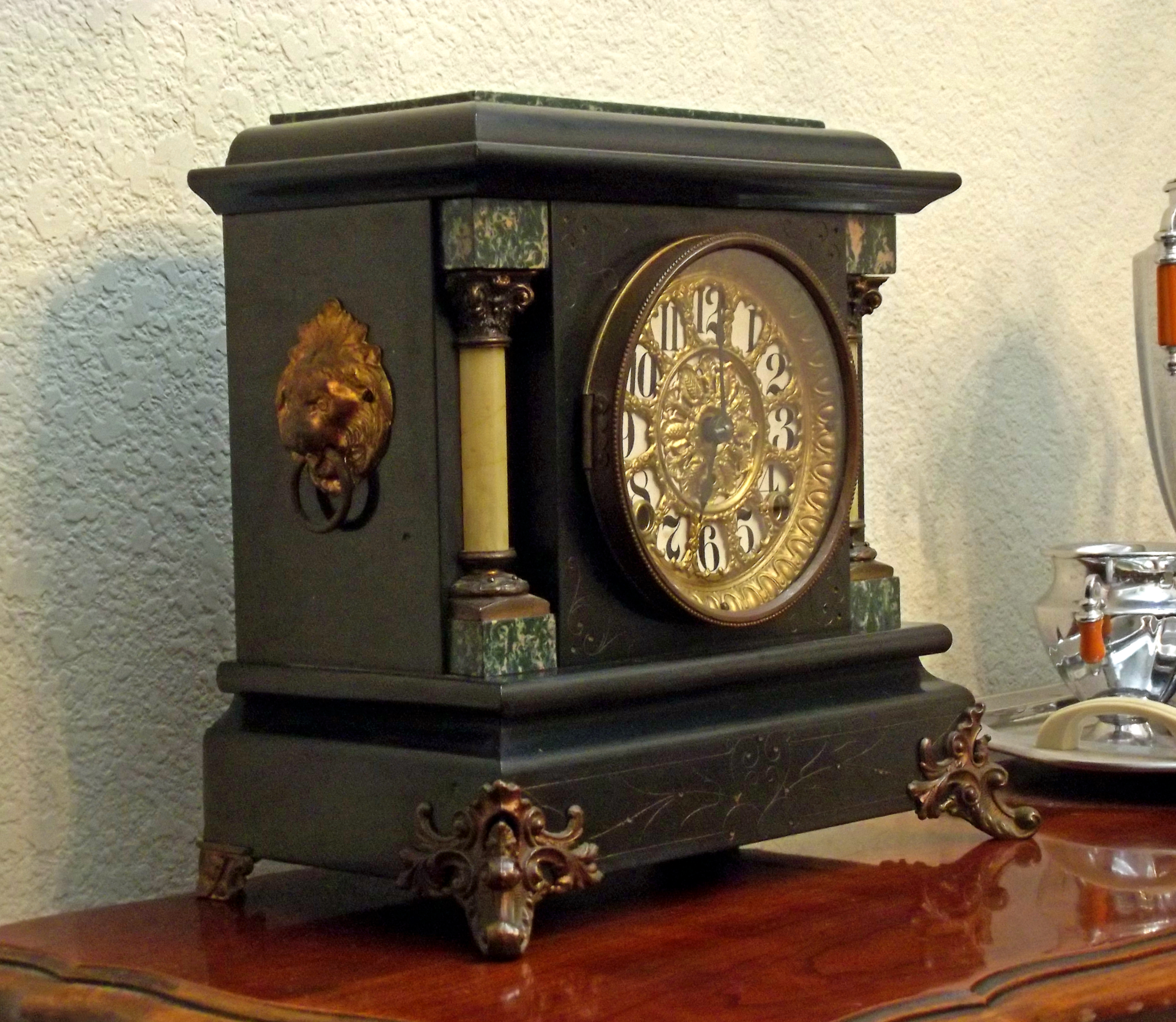
Horloge de salon Seth Thomas, typique du style American Renaissance. Les colonnettes supportant le fronton de l'horloge, et dont la couleur imite la serpentine, sont faites de celluloïd collé au bois.

Parkesine est le nom de marque d'un polymère (le celluloïd, aussi nommé pyroxyline), donné par un Français à ce qui est considéré comme le premier polymère synthétique (ou plutôt semi-synthétique note S. Mossman) commercialisé, inventé par le chimiste anglais Alexander Parkes de Birmingham, souvent présenté comme l'ancêtre de tous les plastiques (et donc de la plasturgie), originellement destiné à remplacer l'ivoire qui commençait à manquer pour les arts et manufactures (notamment pour la fabrication des boules de billards, dés à jouer, etc.), mais qui pouvait aussi imiter l'écaille de tortue, la corne, le caoutchouc ou la gutta-percha. Chauffée, la parkesine pouvait être moulée : c'est donc un thermoplastique. Elle permettait de produire des objets durs dont la couleur blanc-crème évoquait l'ivoire.
La Parkesine a été présentée au public et aux journaux lors de l’exposition universelle de Londres en 1862 et à la presse scientifique par un article d'A. Parkes en 1866 publié dans le London Journal of the Society of Art, no 683, relayé par le Journal de l'Institut Franklin. L'amiral Sir Edward Blecher se serait immédiatement montré intéressé, imaginant pouvoir remplacer le teck des navires de guerre, qui était utilisé derrière les plaques d'acier de blindage par ce nouveau matériau qu'il supposait pouvoir améliorer la résistance des navires aux tirs ennemis. Parkes lui a répondu qu'avec une machine appropriée, il pourrait en produire deux tonnes par heure, et qu'en outre sa parkesine pouvait être rendue presque ininflammable et ne causait pas de phénomène d'oxydation du métal comme le fait le teck. Il prétendait aussi qu'appliqué sous forme de vernis sur la coque des bateaux, il pourrait les préserver de la corrosion due à l'eau de mer.

## Histoire
Dans un article présenté devant la Société des arts (Society of Arts), intitulé « Properties of Parkesine », Parkes affirmait qu'il s'était lancé dans la recherche d'un tel matériau plus de 20 ans auparavant. Selon Mody et Mihu (2012), c'est en 1855 que Parkes aurait inventé ce premier plastique.
Cette matière a été brevetée par Parkes en 1862.
Quatre ans plus tard, en 1866, Parkes crée une société, la Parkesine Company pour produire de la parkesine en masse.
Parkes présente son invention à l'exposition internationale de Paris en 1867 ; le comité de l'exposition lui décerne une médaille d'argent.
Mais la compagnie a rapidement fait faillite, en raison de produits de mauvaise qualité alors que Parkes tentait d'en réduire les couts. La compagnie a fermé ses portes en 1868 deux ans après sa création.
Entretemps, Parkes avait en 1865 déposé un autre brevet sur l'amélioration de la production de parkesine ou de composés à base de pyroxyline, et aussi de piroxiline en solution (connue sous le nom de collodion).
Le successeur de la Parkesine a été le xylonite, produit par Daniel Spill (en) (un associé de Parkes), et le celluloïd de John Wesley Hyatt.

## Fabrication
La parkesine était produite à partir de cellulose traitée par de l'acide nitrique (nitrocellulose) et un solvant (huile animale, naphte végétale (extraite de bois) ou minérale selon A. Parkes). Sa densité peut être la même que celle de la gutta-percha polymérisée, mais ses propriétés changent selon le type d'huile utilisée.